# エウァリストゥス (ローマ教皇)
エウァリストゥス（Evaristus, ? - 108年?）は、ローマ教皇（在位：101年? - 108年?）。
名前がギリシャ名であるため、ギリシャ系の出身で、おそらく殉教したであろうと思われるが、歴史的な裏づけはない。伝承によれば枢機卿制度を創始したといわれている。カトリック教会の聖人であり、記念日は10月26日。